# Malacocephalus occidentalis
 Malacocephalus occidentalis és una espècie de peix de la família dels macrúrids i de l'ordre dels gadiformes.

## Morfologia
- Els mascles poden assolir 45 cm de llargària total.[5][6]

## Alimentació
Menja crustacis pelàgics.

## Hàbitat
És un peix d'aigües profundes que viu entre 140-1945 m de fondària, tot i que, normalment, ho fa entre 300-500.

## Distribució geogràfica
Es troba a les aigües tropicals i càlides de l'oceà Atlàntic.